# Tiberio Pacca
Tiberio Pacca (Benevento, 31 agosto 1786 – Napoli, 29 giugno 1837) è stato un funzionario italiano dello Stato Pontificio, sostenitore della Restaurazione.

## Biografia
Nacque nel 1786 a Benevento da Giuseppe Pacca, marchese della Matrice; era inoltre nipote del cardinale Bartolomeo Pacca. Dopo un breve periodo di studio a Roma, nel 1795, proprio al seguito dello zio, si recò nel regno del Portogallo dopo la nomina di Bartolomeo a nunzio apostolico; rientrato a Roma nel 1802, tornò in Portogallo nel 1803 come ablegato pontificio per comunicare la nomina a cardinale a Miguel Carlos José de Noronha e Abranches.
Nel 1809 Napoleone ordinò l'arresto di papa Pio VII e dello zio Bartolomeo Pacca, e Tiberio li seguì nella prigionia, anche se presto venne separato da loro. Rimase prigioniero nel forte di Fenestrelle fino al 1811 e durante la prigionia ebbe da una ragazza locale un figlio illegittimo di nome Giovanni, che non riconobbe mai. Dopo un breve periodo di residenza a Mantova, col repentino crollo dell'impero napoleonico nel 1814 si riunì a Pio VII a Cesena, venendo nominato protonotario apostolico e poi delegato apostolico a Viterbo, nonostante non fosse chierico.
Rientrato nello Stato Pontificio, fu uno dei più zelanti ufficiali papali della Restaurazione e purgò l'amministrazione di Viterbo e Civitavecchia dei collaborazionisti napoleonici. Pose inoltre serrati controlli al porto di Civitavecchia, intercettando parte dei carteggi segreti di Napoleone, allora in esilio all'isola d'Elba e che stava progettando la propria fuga, che sarebbe risultata nei Cento giorni. Dopo la definitiva sconfitta di Napoleone e il congresso di Vienna, venne inviato a pacificare l'Emilia-Romagna, stroncando una rivolta a Rimini nel 1816. Rientrato a Roma, si occupò di organizzare la neonata gendarmeria pontificia per incarico del suo protettore, il cardinale Ercole Consalvi.
Durante la Restaurazione si occupò di mantenere l'ordine pubblico nello Stato Pontificio, dando una caccia spietata alle società segrete e ai loro capi, tanto che il Metternich si lamentò del suo eccessivo zelo, temendo rivolte in conseguenza delle sue eccessive repressioni. Nel 1817 venne stanziato a Frosinone per contrastare il brigantaggio dilagante nella Ciociaria e tra il 1818 e il 1819 tornò a Roma e contribuì a riformare l'apparato amministrativo-finanziario romano.
Giunto all'apice del suo potere, molti, tra cui Consalvi, spingevano per la sua nomina a cardinale, ma Tiberio Pacca non era disposto a diventare un ecclesiastico. Questa indisponibilità e alcune accuse di corruzione lo spinsero a rinunciare a tutti gli incarichi nel 1820 e a recarsi in esilio a Parigi, mantenendosi grazie ad un sussidio inviatogli dallo zio. Nel 1824 sposò con rito civile Marie-Madeleine Joussot e nel 1827 rientrò a Roma, sperando in una posizione nell'amministrazione del nuovo papa Leone XII; sfumata questa possibilità perché ormai isolato nella complessa politica romana, si trasferì a Milano. Dalla capitale lombarda cercò di persuadere poi per lettera il nuovo papa Pio VIII a sostenere i suoi ambiziosi progetti di riforma dello Stato Pontificio, ma senza successo.
Nel 1833 si trasferì a Torino e venne nominato amministratore dei beni del marchese Eugène de Laval-Montmorency. Entrò poi nell'amministrazione del regno di Sardegna, ma venne presto licenziato a seguito di un intrigo per screditare i moderati della corte di re Carlo Alberto. Ancora una volta esiliato, riparò prima a Firenze e infine a Napoli, dove si ritirò a vita privata e morì durante un'epidemia di colera nel 1837.